# Edward Charles Pickering
Edward Charles Pickering (ur. 19 lipca 1846 w Bostonie, zm. 3 lutego 1919 w Cambridge w stanie Massachusetts) – astronom amerykański.

## Życiorys
Od 1877 do 1917 dyrektor Obserwatorium Harvarda; prowadził badania w dziedzinie fotometrii i, zachęcony znaczącym wsparciem finansowym od wdowy po Henrym Draperze, spektroskopii gwiazdowej, był twórcą katalogu wielkości gwiazdowych gwiazd jaśniejszych niż 6,5m (Revised Harvard Photometry) oraz katalogu ponad 30 tys. słabszych gwiazd. Z jego inicjatywy opracowano 9-tomowy katalog typów widmowych gwiazd (Henry Draper Catalogue).
W latach 1905–1919 był prezesem American Astronomical Society.
Bratem Edwarda był William Henry, również astronom.

## Nagrody, wyróżnienia i upamiętnienie
W 1886 i 1901 został uhonorowany Złotym Medalem Królewskiego Towarzystwa Astronomicznego.
W 1888 został uhonorowany Medalem Henry’ego Drapera.
W 1908 roku przyznano mu Medal Bruce oraz nagrodę Prix Jules-Janssen. W 1911 otrzymał Pour le Mérite za Naukę i Sztukę.
Na cześć Edwarda Charlesa Pickeringa i jego brata Williama Henry’ego nazwano:
- planetoidę (784) Pickeringia[3],
- krater na Księżycu[4],
- krater na Marsie[5].